# Koninklijk kasteel van Ciergnon
Het koninklijk kasteel van Ciergnon (Château Royal de Ciergnon) is een kasteel in de omgeving van Ciergnon, in de Belgische Ardennen.
Het kasteel van Ciergnon is hoog op een rots gebouwd en gelegen aan de rivier de Lesse. Het is een buitenverblijf van de Belgische koninklijke familie.
Het kasteel heeft meer dan 100 kamers.

## Geschiedenis
Het kasteeldomein met zijn bossen, rivieren en uitgestrekte jachtgebieden werd gekocht in mei 1840 door koning Leopold I van België op verzoek van zijn echtgenote koningin Louise Marie. Hij liet er eerst een jachtslot bouwen op een terras dat uitzicht bood over de diep beboste vallei van de Lesse. De bossen zijn bekend voor het everzwijn. Nadien liet Leopold II er een kasteel in neogotische stijl bouwen door zijn hofarchitect Alphonse Balat.
Hoofdzakelijk fungeert het kasteel als (zomer)residentie van het Belgische Hof. Het kasteel wordt door de koninklijke familie en hun gasten gebruikt tijdens weekends. Het doopsel van Koning Alberts kleinkinderen greep er ook plaats. Ook verkoos hij deze residentie voor herstel en verlof na enkele heelkundige ingrepen. Koningin Paola liet er enkele kamers naar haar smaak inrichten en beoefent er het rijden met paard en koets. Het kasteel heeft ook een representatieve functie. In 1960 was het kasteeldomein het decor voor de voorstelling van koning Boudewijns verloofde, de latere koningin Fabiola. Op 22 en 23 november 2011 ontving koning Albert II er de verschillende partijvoorzitters naar aanleiding van de regeringsvorming na de federale verkiezingen van 13 juni 2010.
Het kasteel is eigendom van de Koninklijke Schenking en is niet toegankelijk voor het publiek.